# Giovanni Di Lorenzo
Giovanni Di Lorenzo (* 4. August 1993 in Castelnuovo di Garfagnana) ist ein italienischer Fußballspieler. Der rechte Außenverteidiger steht in Diensten der SSC Neapel und ist Nationalspieler.

## Karriere

### Verein
Giovanni Di Lorenzo begann seine professionelle Karriere bei Reggina 1914. Am 29. Mai 2011 (42. Spieltag) gab er bei der 2:3-Auswärtsniederlage gegen den US Sassuolo sein Debüt in der Serie B. Dieser Einsatz blieb sein einziger in der Saison 2010/11. Auch in der nächsten Spielzeit 2011/12 bestritt er nur ein Ligaspiel und war auch sonst nur in der Primavera im Einsatz.
Die Saison 2012/13 verbrachte Di Lorenzo auf Leihbasis beim Drittligisten Cuneo 1905, wo er bald zum Stammspieler aufstieg und bis Saisonende 28 Ligaeinsätze zu Buche stehen hatte. Nach seiner Rückkehr zu Reggina, kam er auch dort in der nächsten Spielzeit 2013/14 zu mehr Einsatzzeiten und kam in 20 Ligaspielen zum Einsatz. Mit seinem Verein musste er in dieser Saison den Abstieg hinnehmen und stieg dadurch in der Serie C zum unumstrittenen Stammspieler im Trikot der Amaranto auf. Bis auf zwei Gelbsperren verpasste er in der Saison 2014/15 kein einziges Spiel.
Dem Bankrott des Vereins und dem dadurch folgenden Abstieg in die Viertklassigkeit, entkam Di Lorenzo mit seinem ablösefreien Wechsel zum Drittligisten Matera Calcio. Sein Debüt gab er am 6. September 2015 (1. Spieltag) beim 1:0-Heimsieg gegen den SS Akragas. In seiner ersten Saison 2015/16 bei Matera war Di Lorenzo bereits ein wichtiger Stammspieler. Am 16. Januar 2016 traf er beim 4:1-Auswärtssieg gegen die SS Akragas erstmals für seinen neuen Verein. Er kam in 33 Ligaspielen zum Einsatz, in denen er zwei Tore erzielte und drei Assists beitrug. In der folgenden Spielzeit 2016/17 machte er 26 Ligaeinsätze.
Am 30. August 2017 wechselte er für eine Ablösesumme in Höhe von 600.000 Euro zum Zweitligisten FC Empoli. Sein erstes Spiel absolvierte er am 3. September (2. Spieltag) beim 3:2-Heimsieg gegen den AS Bari. In der Folge konnte er sich schnell als Stammspieler etablieren. Sein erstes Saisontor erzielte er am 23. April 2018 beim 4:2-Auswärtssieg gegen Frosinone Calcio. In dieser Saison 2017/18 erzielte er in 36 Spielen ein Tor, sammelte sieben Vorlagen und trug damit wesentlich zum Meistertitel der Azzurri bei.
Sein erstes Spiel in der Serie A bestritt er am 19. August 2018 (1. Spieltag) beim 2:0-Heimsieg gegen Cagliari Calcio. Am 20. Januar 2019 traf er beim 2:2 gegen Cagliari Calcio erstmals in der höchsten italienischen Spielklasse. Auch am nächsten Spieltag bei der 1:3-Heimniederlage gegen den CFC Genua konnte er erneut ein Tor erzielen. In der dieser Spielzeit 2018/19 machte er in 37 Einsätzen fünf Tore und drei Vorlagen. Mit Empoli stieg er nach einer Saison wieder in die Serie B ab.
Am 7. Juni 2019 wechselte Di Lorenzo zur SSC Neapel und blieb damit in der Serie A. Sein Debüt gab er am 24. August beim 4:3-Auswärtssieg gegen die AC Florenz. Eine Woche später erzielte er bei der 3:4-Auswärtsniederlage gegen Juventus Turin sein erstes Tor. Zur Saison 2022/2023 wurde er nach dem Abgang vom Teamkollegen Lorenzo Insigne zum MLS-Team Toronto FC zum Mannschaftskapitän von Napoli ernannt.

### Nationalmannschaft

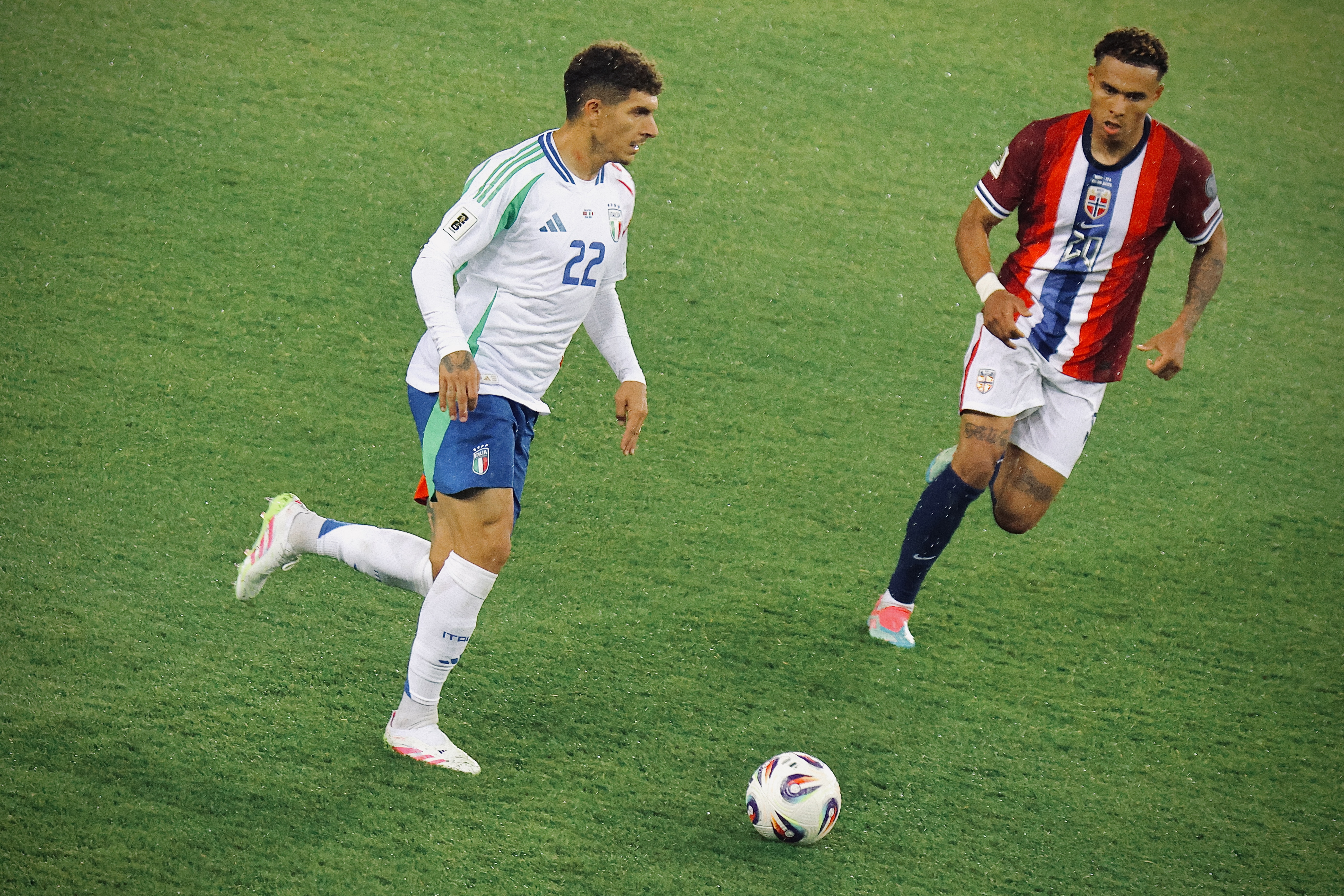
Di Lorenzo mit der Nationalmannschaft (2025)

Am 27. März 2013 debütierte er beim 3:1-Auswärtssieg gegen Polen in der italienischen U20-Nationalmannschaft. Danach war er bis November 2013 noch in zwei weiteren Spielen im Einsatz.
Von August bis September 2013 absolvierte er drei Länderspiele für die U21.
Ab 15. Oktober 2019 debütierte Di Lorenzo beim 5:0-Auswärtssieg gegen Liechtenstein in der Qualifikation zur Europameisterschaft 2020 im Trikot der italienischen Nationalmannschaft.
Bei der siegreichen Europameisterschaft 2021 stand er im italienischen Kader und war in sechs der sieben Spiele im Einsatz.

## Titel

### Nationalmannschaft
- Europameister: 2021

### Vereine
- Italienischer Meister (2): 2023, 2025 (beide SSC Neapel)
- Italienischer Pokalsieger: 2020 (SSC Neapel)
- Italienischer Zweitligameister und Aufstieg in die Serie A: 2018 (FC Empoli)

### Auszeichnungen
- Verdienstorden der Italienischen Republik (Ritter) – für den Gewinn der Europameisterschaft 2021[29]
- Team des Jahres der Serie A: 2022, 2023